# Akurey
Akurey – wyspa przybrzeżna w południowo-zachodniej Islandii, w południowej części zatoki Kollafjörður (część zatoki Faxaflói), około 1,5 km na północ od wybrzeża na którym położona jest stolica kraju Reykjavík oraz miejscowość Seltjarnarnes. Położona jest około 1,5 km na zachód od wyspy Engey. Zajmuje powierzchnię 6,6 ha. Ma około 1 km długości i 200 m szerokości w najszerszym miejscu. Osiąga wysokość 7 m n.p.m.
Wyspa jest niezamieszkana. Pierwsze wzmianki o niej pochodzą z 1379 roku. W 1969 roku została zakupiona przez miasto Reykjavík, którego częścią jest oficjalnie od 1978 roku. 

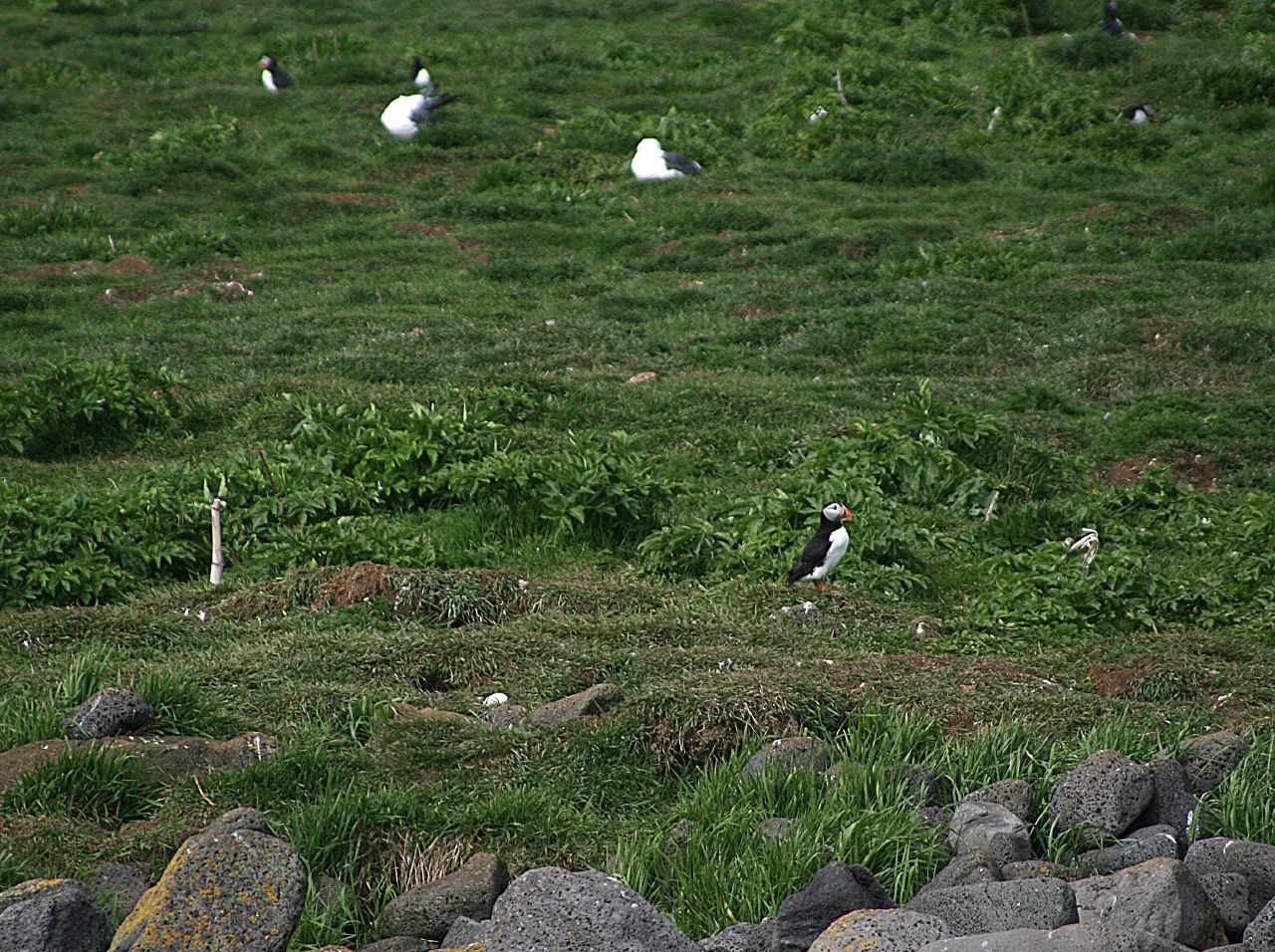
Maskonury na wyspie Akurey

Wyspa stanowi ważną ostoję ptaków (Important Bird Area). Gniazduje tutaj około 15 tys. par maskonurów. Ponadto  natrafić można również na mewy żółtonogie, edredony i nurniki. 
Wyspa jest popularnym celem wycieczek z Reykjavíku w celu obserwacji maskonurów. 